# Franse militaire begraafplaats van Chastre

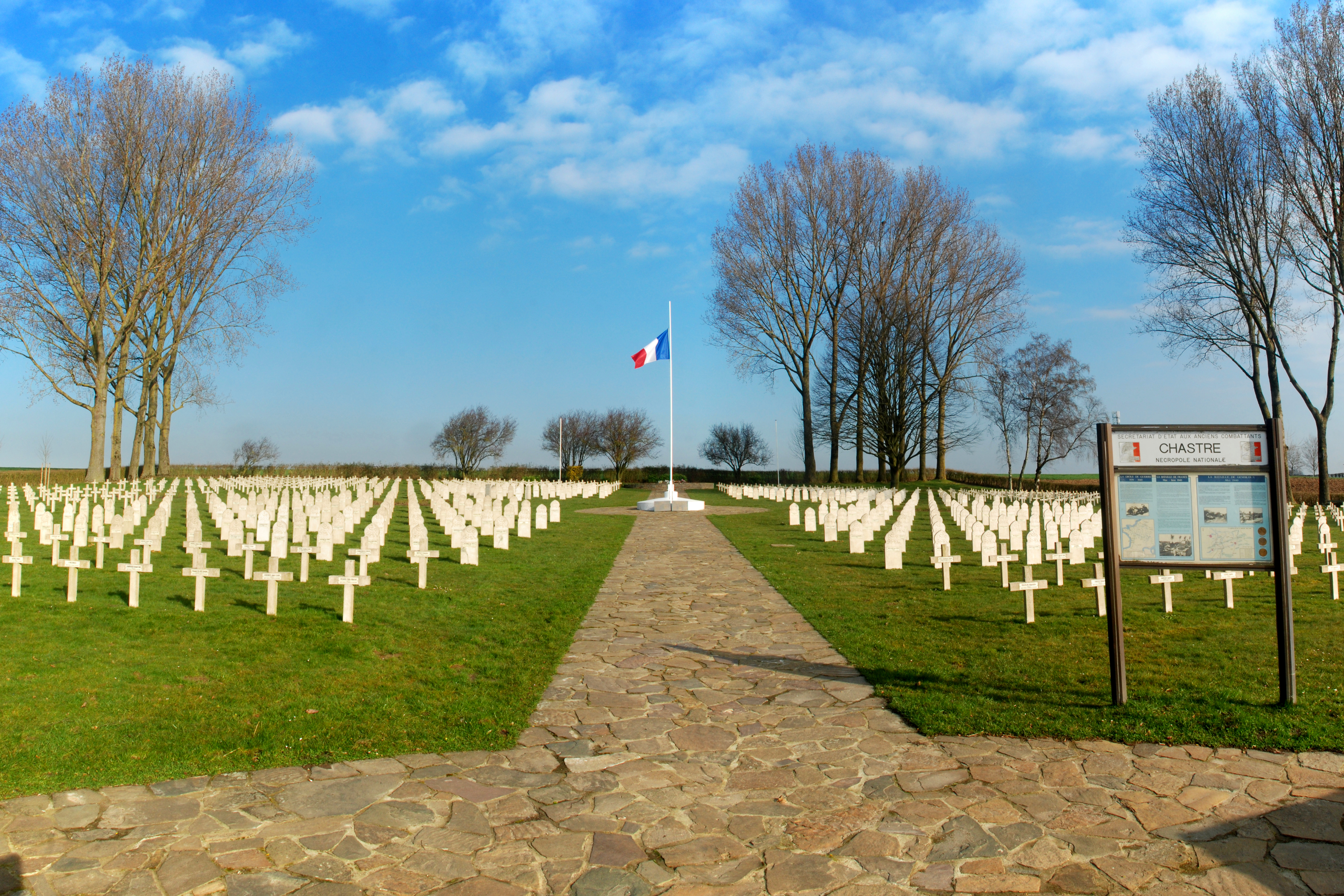
Militaire begraafplaats van Chastre

De Franse militaire begraafplaats van Chastre is een Franse militaire begraafplaats met gesneuvelden uit de Eerste en Tweede Wereldoorlog, gelegen in het Belgisch dorp Chastre. De begraafplaats ligt een kilometer ten westen van het dorpscentrum, langs de weg naar Villeroux. Er rusten zo'n 1.200 gesneuvelden uit beide wereldoorlogen, waaronder heel wat Noord-Afrikanen. Graven van de Franse soldaten hebben een kruisje, die van veel Noord-Afrikaanse een steen met Arabisch opschriften.
Meer dan duizenden soldaten die hier begraven liggen sneuvelden in het voorjaar van 1940 toen men de Duitse opmars door België wilde stoppen. Heel wat soldaten kwamen om in de omgeving bij de Slag bij Gembloers. Enkele honderden waren afkomstig uit Noord-Afrikaanse, meer bepaald uit Marokko, Algerije en Tunesië. Na de oorlog werden heel wat soldaten gerepatrieerd naar Frankrijk en daar begraven. De begraafplaats verzamelt graven die over verschillende plaatsen in omgeving waren verspreid en werd op 10 mei 1970 ingewijd. Er liggen ook bijna 200 soldaten die sneuvelden in de Eerste Wereldoorlog.